# Къща на улица „Навархос Воцис“ № 3
Къщата на улица „Навархос Воцис“ № 3 (на гръцки: Κτίριο στη Ναυάρχου Βότση 3) е емблематична сграда в град Солун, Гърция.

## Местоположение
Къщата е разположена на улица „Навархос Воцис“, на пристанището, между Най-малката и Суруджиевата къща.

## История
Сградата е построена в 1911 година, когато градът е още в Османската империя, и първоначалното се използва като жилищна сграда. Заедно със съседните къщи оцелява в Големия солунски пожар от 1917 година, а след това в нея се помещават офисите на корабна компания. През втората половина на XX век е част от зоната на червените фенери на пристанището. Реставрирана е в 1996 година.

## Архитектура
В архитектурно отношение се състои от партер, на който има магазини и два етажа, като вторият е на заден план с по-малка площ и керемиден покрив. Фасадата е организирана симетрично с отвори от двете страни на централната ос. Има интензивна украса с фалшиви колони, капители, релефни вертикални геометрични декорации, богато украсени прегради в стил османско рококо, но и с неокласически влияния. Вътре е запазена оригиналната дървена дограма, дървените подове в основните помещения, циментовите плочки с геометрични шарки в помощните. Това е и една от малкото сгради в града, в които са запазени чугунени опорни колони заедно с Неделковата клиника, Кирцис хан , Бирария „Зитос“ в Лададика, Копринената фабрика „Бенузилио“ и Болницата „Свети Димитър“. Входът е разположен ексцентрично в източната част на фасадата.